# Drambuie

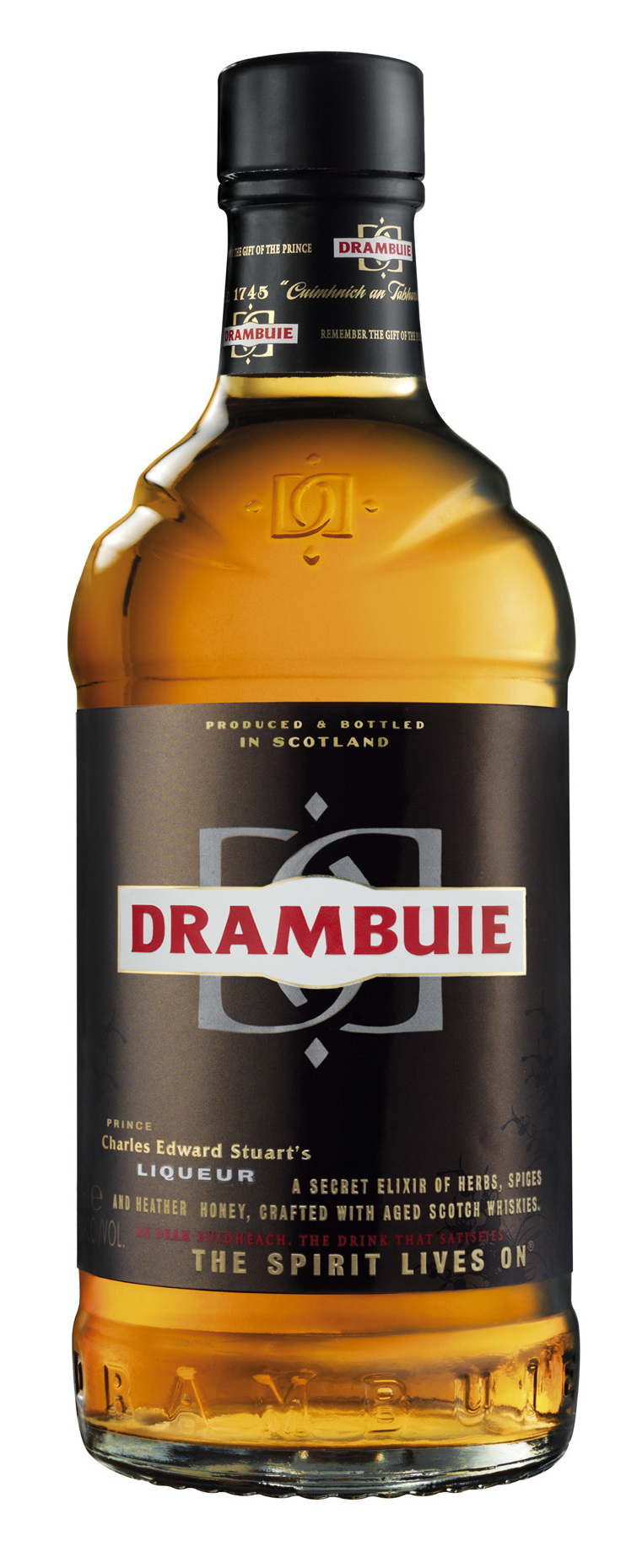
Garrafa atual do Drambuie.

Drambuie é uma marca de licor  de origem escocesa. A bebida é feita à base de whisky, mel, ervas aromáticas e especiarias (geralmente açafrão e noz moscada). Tem uma cor entre amarela e âmbar brilhante com aromas que lembram o alcaçuz e mel. Com 40º de  álcool, é servido puro (na temperatura ambiente), com gelo ou em coquetéis. Também é usado como ingrediente na preparação de diferentes pratos e sobremesas. 

## Etimologia
O nome "Drambuie" é originário do gaélico escocês - possivelmente de um dram buidheach, que significa  "a bebida que satisfaz", ou de dram buidhe, que significa "a bebida amarela". 

## História
Em 1745, o príncipe Carlos Eduardo Stuart organizou um exército de clãs nas Highlands da Escócia para restituir os tronos britânicos que pertenciam à sua família. Após a Batalha de Culloden em 1746, na eminência de uma derrota, o príncipe fugiu para a ilha de Skye, com a ajuda de seu fiel capitão, John MacKinnon do Clan MacKinnon.
Segundo a lenda da família, o príncipe recompensou MacKinnon com a receita da bebida premiada, o seu elixir pessoal. (Esta versão dos acontecimentos é contestada por historiadores - alguns acreditam que ela seja uma história inventada para impulsionar as vendas da bebida). 
A lenda ainda diz que a receita foi dada no final do século XIX pelo Clã MacKinnon para James Ross. Ross desenvolveu e melhorou a receita no Broadford Hotel em Skye, distribuindo para os seus amigos e, depois, para os clientes, em 1870. 
Foi um desses amigos que cunhou o nome. Ross, em seguida, distribuiu a bebida para mais longe, eventualmente, para a França e depois para os Estados Unidos. O nome foi registrado como marca em 1893. 
Ross morreu jovem, para pagar a educação de seus filhos, sua viúva foi obrigada a vender a receita, por coincidência para família MacKinnon, diferente da família no início do século XX. A família MacKinnon foi a última a produzir a bebida desde então.
A primeira distribuição comercial do Drambuie, em Edimburgo, foi em 1910. Apenas doze garrafas foram originalmente vendidas. Em 1916, tornou-se o primeiro licor a ser permitido na Câmara dos Lordes, e o fabricante começou distribuí-lo em outros países, principalmente para soldados britânicos. 

## "Rejuvenescimento" da marca
Na década de 1980, os produtores começaram a anunciar o licor. Mais recentemente, o trabalho tem sido feito para reforçar a reputação da marca e passar a ideia do seu rejuvenescimento. 
Para comemorar o 100.º aniversário do Drambuie engarrafado em Edimburgo, o fabricante lançou um novo estilo de garrafa e embarcou em uma campanha publicitária televisiva e impressa em 2010. A nova garrafa é transparente e permite que o líquido seja visto. Ela é mais alta e mais fina, supostamente mais fácil para servir. Tem o novo ícone 'DD' atrás da marca Drambuie, e isso aparece também no pescoço da garrafa. A espada no pescoço é uma lembrança de sua origem durante a revolta Jacobita de 1745, e os quatro diamantes representam os valores intimamente associados com Príncipe Charlie - Risco, Rebelião, Paixão e Mistério.

## Premiações
O Drambuie  tem tido bom desempenho em competições internacionais recentes. Em 2008, ele recebeu "95-100" pontos (o mais alto possível) a partir da classificação da Wine Enthusiast. 
Em 2009, o fabricante lançou The Royal Legacy of 1745, um barril único com infusão de 46% de álcool por volume do licor de uísque de malte - que recebeu o Drinks International Retail Travel Award, em outubro de 2009.